# Pedrosillo el Ralo (kommunhuvudort)
Pedrosillo el Ralo är en kommunhuvudort i Spanien. Den ligger i provinsen Provincia de Salamanca och regionen Kastilien och Leon, i den centrala delen av landet, 170 km väster om huvudstaden Madrid. Pedrosillo el Ralo ligger 815 meter över havet och antalet invånare är 124.
Terrängen runt Pedrosillo el Ralo är platt. Runt Pedrosillo el Ralo är det glesbefolkat, med 12 invånare per kvadratkilometer. Närmaste större samhälle är Salamanca, 14,3 km sydväst om Pedrosillo el Ralo. Trakten runt Pedrosillo el Ralo består till största delen av jordbruksmark.